# Abborrtjärnen (Älvsby socken, Norrbotten, 729531-175168)
Abborrtjärnen är en sjö i Älvsbyns kommun i Norrbotten och ingår i Alterälvens huvudavrinningsområde.